# Heinkel He 111
Heinkel He 111 – podstawowy średni bombowiec niemieckiej Luftwaffe wykorzystywany w początkowej fazie II wojny światowej i prawdopodobnie najbardziej charakterystyczna niemiecka maszyna bombowa wykorzystywana podczas bitwy o Anglię. He 111 został opracowany jeszcze przed wybuchem wojny w wytwórni Heinkel i znajdował się na wyposażeniu Luftwaffe do końca wojny (a w lotnictwie hiszpańskim aż do 1965 roku).

## Historia
Na początku lat 30. niemiecki konstruktor Ernst Heinkel zdecydował się zbudować najszybszy na świecie samolot pasażerski. Mimo sceptycznego podejścia ówczesnych niemieckich wytwórni lotniczych do tej idei, Heinkel powierzył projekt budowy nowej maszyny zatrudnionym w jego fabryce inżynierom, braciom Siegfriedowi i Walterowi Günterom.
Wkrótce zaprezentowano nową maszynę, która okazała się rzeczywiście szybsza od osiągającego ówcześnie największe prędkości amerykańskiego samolotu Lockheed 9 Orion. Pierwszy egzemplarz samolotu Heinkla He 70 Blitz (niem. błyskawica) oblatany 1 grudnia 1932 roku zaczął bić wszelkie ówczesne rekordy prędkości. W podstawowej wersji dla 4 pasażerów osiągał on prędkość 320 km/h, chociaż jego napęd stanowił tylko jeden silnik BMW V1 o mocy 600 KM (447 kW). Skrzydła maszyny miały obrys eliptyczny wypróbowany przez braci Günther po raz pierwszy w sportowym samolocie Bäumer Sausewind, zbudowanym przez nich, zanim zostali zatrudnieni w wytwórni Heinkla. Wiele późniejszych konstrukcji autorstwa Güntherów również posiadało ten charakterystyczny obrys.
Po sukcesie samolotu He 70 w wersji pasażerskiej, zamówiono samolot który mógłby przewieź 10 pasażerów przy 2 członkach załogi. Ministerstwo Lotnictwa Rzeszy ogłosiło konkurs na nowy bombowiec dla sił powietrznych. Wymagania jakie zażądano były następujące: prędkość 350 km/h i udźwig 1 tony bomb na odległość 1000 km. Zamówiono po pięć samolotów u każdego z producenta z czego trzy miały być wojskowe i dwa cywilne. Projekt w zakładzie Heinkla zyskał oznaczenie P.994. Samolot powstał jako dwusilnikowy dolnopłat z chowanym podwoziem o metalowej konstrukcji. Makieta powstała w kwietniu 1934 roku.
Powiększona wersja maszyny przyciągnęła uwagę dowództwa Luftwaffe, które poszukiwało samolotu transportowego łatwego do zaadaptowania na bombowiec. Na mocy traktatu wersalskiego Niemcy nie miały prawa produkować i posiadać samolotów bojowych. Wkrótce zamówiono pewną liczbę maszyn, określanych oficjalnie w celu zachowania tajemnicy, jako samoloty pasażerskie.

## Prototypy
Pierwszy bombowy He 111 V1 (Wk Nr 712) został zbudowany i będąc pozbawiony uzbrojenia zarejestrowany pod cywilnymi oznaczeniami D-ADAP 17 listopada 1934 roku. Skrzydła o rozpiętości 25 metrów i powierzchni 92,4 m2 zostały pokryte płótnem. Do napędu użyto dwóch rzędowych silników BMW VI chłodzonych cieczą o mocy 660 KM, napędzające dwupłatowe śmigła. Oblot nastąpił 24 lutego 1935 roku przez konstruktora. Udało się osiągnąć prędkość 350 km/h i zasięg 1530 km. Zastrzeżenia jakie zostały zgłoszone dotyczyły niedostatecznej stateczności podłużnej oraz zbyt duże siły działające na lotki.
Wersja cywilna wykonała swój pierwszy lot w 12 marca 1935. Wersja He 111b V2 (Wk Nr 715, o numerze rejestracyjnym D-ALIX). Pierwszą różnicą w konstrukcji było wymienienie śmigieł na trzypłatowe. Zmniejszono rozpiętość do 23 metrów i powierzchnię 88,5 m2. Posiadała zainstalowany w komorze bombowej czteromiejscowy przedział dla palących, a za nim sześć dodatkowych miejsc pasażerskich. Maszyna V2 weszła do służby w liniach lotniczych Lufthansa w 1936 roku, wraz z nowo wybudowanymi samolotami oznaczonymi jako He 111C.
Trzeci prototyp V3 został zbudowany również jako bombowiec i został wyposażony w jedną dużą komorę bombową, dwie małe (znajdujące się u nasady skrzydeł) oraz w trzy karabiny maszynowe MG 15. Zwiększenie masy spowodowało spadek prędkości samolotu do 275 km/h.
Samolot He 111 V4 (Wk Nr 1968, o numerze rejestracyjnym D-AHAO) stanie się wzorcem dla samolotów He 111C (Wk Nr 1823-1833), z skrzydłami o rozpiętości 22,6 metra. Obie maszyny V4 oraz samolot A-AXAV (Wk Nr 1830) będą miały zainstalowane aparaty fotograficzne. Były one zamaskowane przez co samoloty wykonując przeloty dla Lufthansy jednocześnie były samolotami szpiegowskimi. Zostały utracone w wyniku katastrof w latach 1936-1937.
W 1937 roku powstał He 111G. Jego skrzydła zostały pokryte metalem. He 111G-0 (V12 Wk Nr 2534 i V13 Wk Nr 2535) otrzymały silnik początkowo silniki BMW VI 6,0 ZU o mocy 660 KM. Dwa następne egzemplarze He 111G-3 (V14 Wk Nr 1884 i V15 Wk Nr 1885) otrzymały silniki gwiazdowe chłodzone powietrzem BMW 132H-1 o mocy 880 KM aby następnie wszystkie egzemplarze wyposażyć w drugi rodzaj silnika. Modernizacji poddano dwa egzemplarze He 111C (Wk Nr 1828 i 1833). Samoloty zbudowane na zamówienie Lufthansy otrzymały oznaczenie He 111L.
W 1940 roku Siły Powietrzne Rzeszy przejęły wszystkie samoloty Lufthansy w liczbie 9 sztuk wraz z następnymi otrzymanymi z fabryki. He 111V16 (Wk Nr 2469) otrzymał silnik Daimler-Benz DB 600G o mocy 900 KM. Był to prototyp dla czterech samolotów He 111G-4 (Wk Nr 2470-2573). Osiągały one prędkość 410 km/h. Powstałą wersja eksportowa He 111G-5 (Wk Nr 5067-5070) z silnikami Daimler-Benz 600Ga o mocy 950 KM, które zakupiła Turcja w 1938 roku.

## Produkcja He 111

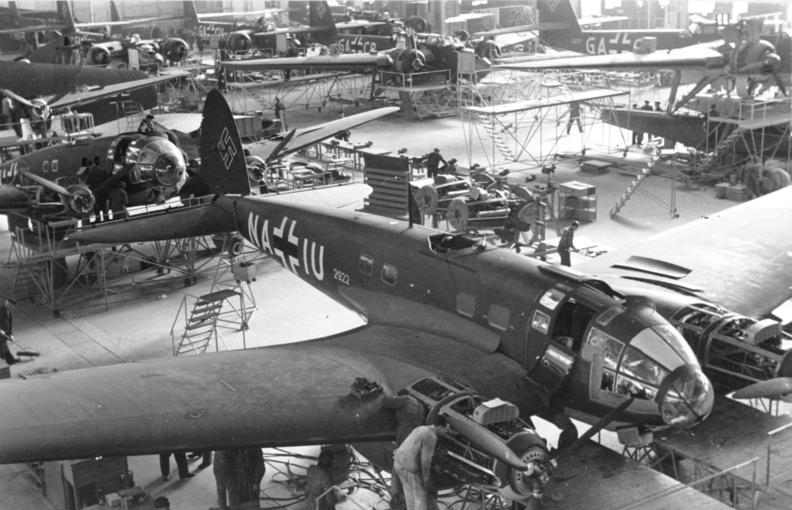
Produkcja He 111 w 1939

### He 111A
Na podstawie trzeciego prototypu V3 zbudowano 10 maszyn seryjnych oznaczonych jako He 111 A-0, ale ze względu na zbyt małą moc silników uniemożliwiającą przenoszenie ładunku bojowego ostatecznie odrzucono je, a później sprzedano do Chin.
Wojskowy prototyp He 111c (Wk Nr 714, później He 111V3) posiadał skrzydła o rozpiętości 22,5 m i powierzchni nośnej 87,5 m2. Komora bombowa mieściła 1000 kilogramów bomb. Zbudowano na jego podstawie 10 maszyn seryjnych oznaczonych jako He 111A-0. Na wyposażeniu znalazły się kaemy MG 15 kal. 7,92 mm. Rozlokowano je w dziobie, grzbiecie i brzuchu samolotu. Gdzie stanowisko pod kadłubem miało mechanizm wysuwania się. Silnik BMW VI 6.0 nie miał wystarczającej mocy i przy masie startowej 8700 kilogramów maksymalna prędkość wyniosła 310 km/h i pułap 5500 metrów. Samoloty zostały ostatecznie sprzedane w liczbie sześciu sztuk sprzedane Chinom za 400 000 marek niemieckich.
Sprzedany bombowcom nadano oznaczenie eksportowe He 111K. Umowa została zawarta we wrześniu 1935 roku z rządem Kantonu. Samoloty zostały przetransportowane w lato 1936 roku. Trafiły one do 19. Dywizjonu z 8. Grupy. Po wybuchu wojny chińsko-japońskiej dnia 7 lipca 1937 roku trzy sprawne He 111K 25 sierpnia w osłonie dwóch Martinów 139 i pięciu Boeing 281 bombardowały wrogie jednostki w okolic miast Shizilin i Yunacobin. Podczas przelotu bombowce odłączyły się od eskorty i przeprowadziły nalot, zostając przechwycone przez trzy A2N Nakajima, które wystartowały z lotniskowca „Hōshō”. Samolot o numerze 1905 został rozbity zabijając załogę. Samolot o numerze 1904 rozbił się podczas próby lądowania na nieprzygotowanym terenie. Ostatni samolot o numerze 1902 dotarł uszkodzony do bazy w eskorcie myśliwców, lecz następnego dnia został uszkodzony ponownie przez ogień z własnego myśliwca Hawk II, który omyłkowo pomylił sylwetkę samolotu biorąc go za G3M. Samolot powrócił ponownie do służby wraz z maszyną o numerze 1906 używając części z maszyn o numerach 1901 i 1903. 21 i 22 października dokonały nocne misje bombardowań, a po nowym roku samoloty wycofano z pierwszej linii frontu z powodu braku części zamiennych. W grudniu 1943 roku ostatni z samolotów został poddany modernizacji stając się samolotem transportowym. Zamontowano wówczas silniki Wright R-1820 Cyclone. Maszyna wykonywała loty do 25 grudnia 1944 roku, kiedy rozbiła się podczas startu na lotnisku Kunming.

### He 111B
Prototyp He111V5 (Wk Nr 1440) miał zamontowane początkowo silniki BMW VI 6.0, które zostały wymienione na Daimler-Benz 600C o mocy startowej 910 KM i maksymalnej 850 KM na wysokości czterech kilometrów. Wystąpił problem z niewydolnością chłodzenia, który po dokonaniu zmian stał się podstawą do produkcji seryjnej samolotów He 111B-0 (Wk Nr od 1431 do 1437). Wzrosła masa udźwigu bomb do 1500 kilogramów. Zbudowano łącznie 131 sztuk He 111B-1 po wprowadzonych nowych chłodnicach dla silników. W maju 1937 roku powstała wersja He 111B-2, która otrzymała silniki Daimler-Benz 600CG o mocy 950 KM. Posiadały one zamontowane dodatkowe powierzchnie chłodzące ciecz na krawędziach natarcia. Zamieniono je później na silniki Daimler-Benz 600Ga o mocy startowej 1050 KM i maksymalnej 950 KM na pułapie czterech kilometrów z powiększonymi chłodnicami. Zmianami w tym wariancie były pojedyncze rury wydechowe oraz okienka strzeleckie z zamontowanym w nosie przegubem kulowym co zwiększyło pole ostrzału strzelca. Zbudowano łącznie 283 sztuki He 111B-2.
Produkcja samolotów odbywała się w fabryce Heinkla w Rostoku. Zmontowano tutaj 130 maszyn o numerach Wk Nr od 1439-1456, od 1557 do 1558, od 1651 do 1667, od 1801 do 1813, od 2177 do 2216 oraz od 2304 do 2343. Drugą fabryką były zakłady Dorniera w Wismarze. Zmontowano tutaj 283 maszyny o numerach Wk Nr od 1003-1265 oraz 1500-1519. Próbowano opracować zmodernizowaną wersję He 111B z silnikami Daimler-Benz 601, która otrzymała oznaczenie He 111D. Z powodu opóźnień oznaczenie zarezerwowano dla samolotów prowadzących formację bombową. Jedyna maszyna zbudowana w tej wersji to He 111V9 o numerze Wk Nr 1436.

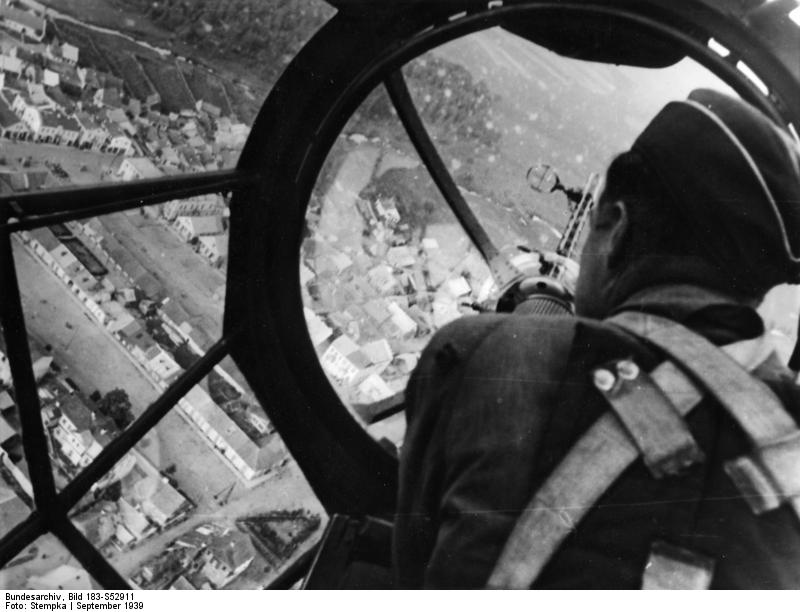
Stanowisko strzeleckie w He 111 lecącym nad polskim miastem we wrześniu 1939 roku

Luftwaffe zamówiły 300 takich maszyn oznaczonych jako Heinkel He 111B. Trzydzieści maszyn tej wersji trafiło wkrótce do Hiszpanii, gdzie służyły w ramach Legionu Condor w czasie tamtejszej wojny domowej, dowodząc swojej wartości bojowej i zdolności do ucieczki przed większością próbujących je przechwycić myśliwców, a zastosowane uzbrojenie strzeleckie okazało się wystarczającym do obrony przed ścigającymi samolotami przeciwnika. Przewaga He 111 nad myśliwcami doprowadziła Niemców do fałszywych wniosków względem uzbrojenia bombowców aliantów, gdyż przewaga prędkości samolotów bombowych w bardzo krótkim czasie stała się nieuzasadniona, a źle uzbrojony bombowiec stawał się łatwą ofiarą samolotów myśliwskich.
W głównej komorze bombowej w kadłubie maszyny znajdowało się osiem pionowych wyrzutników dla bomb o wagomiarze 100 kg lub 250 kg, zawieszonych pionowo. Można było też przenosić mniejsze bomby.

### He 111E
W 1938 roku wprowadzono wersję samolotu oznaczoną jako He 111E. Otrzymała ona silniki Junkers Jumo 211A. Chłodnice tego zespołu napędowego były chowane w gondoli silników. Wykonano najpierw dwa prototypy He 111E-0, a następnie sto dwadzieścia sztuk He-111E-1. Nowe silniki zapewniły znacznie więcej mocy przez co wzrósł udźwig samolotu do 2000 kg ładunku bombowego. Masz radiowy został przeniesiony za stanowiska strzelca pokładowego, dawniej znajdując się za kabiną pilota. Powstał również jeden egzemplarz He 111E-2 w którym zostało zamontowane ulepszone wyposażenie radiowe. Kolejną modyfikacją była wersja He 111E-3, która otrzymała silniki Junkers Jumo 211A-3 o mocy 1100 KM. Powstało 63 samoloty, z których 44 otrzymało dodatkowe zbiorniki paliwa skrzydłach z zapasem 1025 litrów. Od wersji He-111E-4 wprowadzono także zewnętrzne zamki do podwieszania bomb o większej masie do 1000 kg każda. Wersja He 111E-5 została przystosowana do zamontowania dodatkowego zbiornika na paliwo o pojemności 835 litrów kosztem lewej komory bombowej. Luftwaffe otrzymała 210 samolotów He 111E. 80 sztuk zostało zmontowanych w zakładach Dorniera w Wismarze o numerach Wk Nr od 1266 do 1281 oraz od 1297 do 1360. 50 sztuk zostało zmontowanych w zakładach AFW o numerach Wk Nr od 1282-1296, 2380-2381, 02381-02396, 2397-2413 oraz 02413. 40 sztuk zostało zmontowanych w zakładach ATG o numerach Wk Nr 5201-5240 oraz 40 sztuk w fabryce Junkersa w Berenburgu o numerach Wk Nr 111.0001-0040.

### He 111F
Samoloty w wersji He 111F otrzymały nowe skrzydła wykonane z duraluminium. Proces rozwoju i unowocześniania bombowca przebiegał bardzo szybko. Jedną z większych zmian wprowadzonych od modelu He 111F było zastosowanie skrzydeł o prostych krawędziach natarcia i spływu zamiast obrysu eliptycznego, co uprościło produkcję samolotów. Ten kształt został zbadany latem 1936 roku na samolocie He 111B-1 Wk Nr 1537 z oznaczeniem prototypu V7. Seryjnych samolotów wykonano 25 samolotów w wersji He 111F-1 z silnikami Junkers Jumo 211A-1 o mocy 1000 KM. Wersja He 111F-2 przyniosła zmianę wyposażenia radiowego. Wersja He 111F-3 planowana była jaka rozpoznawcza. Wersja He 111F-4 przystosowana została do przewozu VIP. Powstało jej 10 sztuk. Wszystkie samoloty zostały zmontowane w Rostoku o numerach Wk Nr 2344-2367, 2382-2392 oraz 2414-2423. 

### He 111J
Wersja He 111J napędzana silnikami Daimler-Benz 600G otrzymała nowe części skrzydeł. Chłodnice silników nie chowały się w gondole silników. Prototypy He 111V17 i He 111V18 i wersja V18 testowała możliwość wyrzucania torped. Seryjna produkcja tej wersji zamknęła się jednak w wariancie bombowym. Na potrzeby sił powietrznych zbudowano 120 sztuk w fabryce w Oranienburgu o numerach Wk Nr 5001-5003, 5005-5010, 5016-5017, 5036-5094 i 5015-5199. Turcja otrzymać miała 24 sztuki o numerach: 5004, 5011-5015 i 5018-5035.

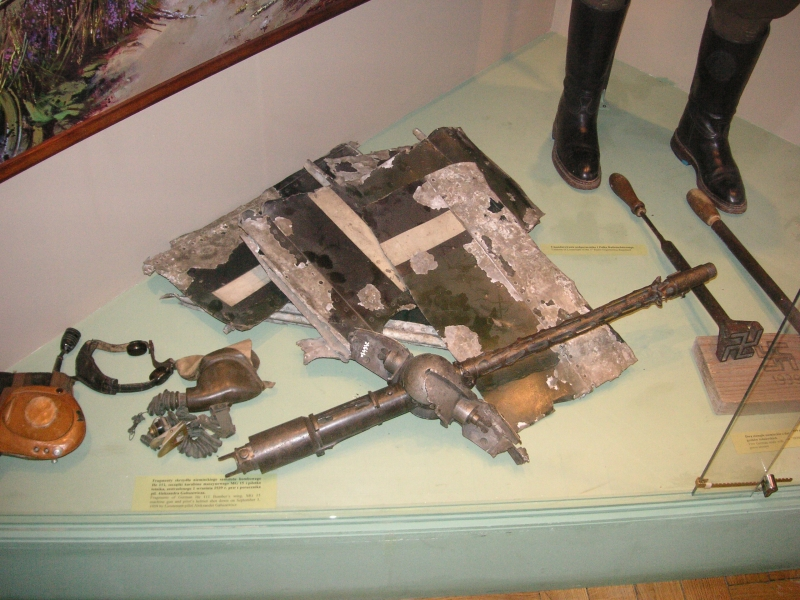
Szczątki He 111 zestrzelonego przez Aleksandra Gabszewicza w pobliżu granicy z Prusami Wschodnimi 1 września 1939 roku

Ze względu na niedostępność silników Daimler-Benz i decyzję Ministerstwa Lotnictwa Rzeszy (Reichsluftfahrtministerium) o przeznaczeniu tych jednostek napędowych dla priorytetowych maszyn myśliwskich Messerschmitt Bf 109 i Messerschmitt Bf 110, wszystkie inne wytwórnie zostały zmuszone do zmiany silników na inne. Od tego momentu powstawały kolejne wersje bombowców He 111 z różnymi silnikami, właściwie wszystkimi, jakie mogła zdobyć wytwórnia Heinkel.
Ostatecznie unowocześniona wersja silnika Daimler-Benz DB 601 stała się dostępna także do budowy bombowców He 111, skutkując powstaniem wersji He 111P wyposażonej w zaprojektowaną na nowo przeszkloną część dziobową o bardziej aerodynamicznym, zaokrąglonym kształcie. Ten sposób zabudowy dziobów niemieckich maszyn bombowych stał się bardzo popularny i stosowany bardzo często także w późniejszych konstrukcjach. Nowe silniki zapewniały znacznie lepsze parametry samolotu umożliwiając osiągnięcie prędkości 395 km/h na pułapie 5000 metrów i 362 km/h na poziomie morza. Prędkość przelotowa z mocą równą 85% mocy startowej pozwalała na utrzymanie prędkości 310 km/h na pułapie 5000 metrów z pełnym ładunkiem bomb i 373 km/h bez obciążenia. Wersja P-0 zaczęła być produkowana jesienią 1939 roku, a seryjna wersja P-1 zaczęła wchodzić do służby wiosną 1939 roku. Jej produkcję, w wersji P-6 zakończono w 1940 roku. Kilkaset maszyn He 111 zostało użytych przeciwko Polsce podczas agresji rozpoczętej 1 września 1939 roku.

### He 111P
Przód samolotu został całkowicie przeszklony co miało zapewnić załodze lepsze pole obserwacyjne. Spowodowało to jednocześnie asymetrię samolotu z powodu stanowiska bombardiera lekko wysunięte w prawo. Miejsce pilota było z lewej strony kadłuba. Tablica z przyrządami została przeniesiona na podsufitkę. Długość samolotu uległa skróceniu do 16,4 metra z 17,5. Zastosowane koncepcje zostały przetestowane w samolotach He 111B-1 Wk Nr 1537 i Nr 1664 z oznaczeniami prototypów V7 i V8. Kolejną zmianą było zmiana pozycji przedniego strzelca na leżącą. Do testów wykorzystano He 111B-1 Wk Nr 2343 z oznaczeniem prototypu V23. Skrzydła samolotu zostały zaczerpnięte z He 111F z zamontowaną większą instalacją paliwową. Od tej pory samolot zabierał po 700 litrów paliwa w dwóch zbiornikach w kadłubie i 1025 litrów w każdym ze skrzydeł. Wszystkie zbiorniki zostały pokryte samouszczelniającym się materiałem. Maksymalny ładunek bomb wynosił 2000 kg w konfiguracji 8 x 250 kg lub 32 x 50 kg, a zapas paliwa wynosił wówczas 1600 litrów. Jeżeli konieczna była konfiguracja z maksymalną ilością paliwa, załadunek zmniejszał się do 600 kg. Użyto silników DB 601Aa ze śmigłami VDM. Górny strzelec pozostał osłonięty pleksiglasem. Koło ogonowe otrzymało częściowe wciąganie.
Samoloty oznaczone He 111P-0, które powstały przed produkcją seryjną ukończono w grudniu 1938 roku. W 1939 roku rozpoczęto produkcję seryjną He 111P-1. Powstało 95 sztuk w fabrykach Heinkla w Rostoku (Wk Nr 2393-2396, 242, 2428-2444, 2446, 2448, 2450, 2452, 2454, 2456, 2458-2504). W zakładach NDW w Wismarze powstało 20 sztuk (Wk Nr 1361-1380). Do połowy roku 20 samolotów zostało przebudowanych na prowadzące formacje bombowe. Do 4 osobowych załóg dołączyli jeszcze dwaj radiooperatorzy, oficer nawigacyjny i członkiem załogi który był zależny do charakteru nalotu. Z tej ilości połowa została oznaczona jako He 111D-1 (dodatkowe radiostacji FuG IIIIaU w komorze bombowej i Peil G V oraz FuBl 1), a połowa jako He 111D-2 (radionawigacyjne urządzenie Y-Gerat).
W seryjnym wariancie He 111P-2 zainstalowano silniki DB 601A-1 oraz wymieniono radiostację na FuG III Au na FuG X. W trakcie bazowania polowego załogi dostały możliwość montażu jednego lub dwóch karabinów MG 15 w nosie samolotu lub w gondoli pod kadłubem. Powstało 759 sztuk samolotów He 111P-2. Z nich 471 sztuk powstało w zakładach Heinkla w Rostoku (Wk Nr 1985-1994, 2121-2169, 2217, 2505-2519, 2580-2694, 2791-3000, 3064-3126, 3353-3360), a pozostałe 288 samoloty powstały w zakładach NDW w Wismarze (Wk Nr 1381-1431, 1457-1499, 1520-1555, 1560-1650, 1668-1734). Zastosowane silniki DB 601 otrzymały podczas wojny priorytet dla myśliwców przez co silniki Jumbo zostały zaczerpnięte z wersji He 111H. Produkcja wersji He 111P została zakończona w lipcu 1940 roku. Łącznie powstało fabrycznie 854 sztuki w tej wersji. Kolejne sztuki i warianty powstawały przez przebudowę starszych samolotów. Dla szkolonych załóg samoloty pozbawiono uzbrojenia i wyrzutni bomb z zamontowanym dwusterem. Oznaczono He 111P-1 jako He 111P-3 (8 sztuk), a He 111P-2 jako He 111P-5 (24 sztuki). Przedostatnim wariantem wersji P był budowany He 111P-4, który posiadał zamontowane wyrzutniki zewnętrzne dla bomb ciężkich i min morskich. Uzbrojenie obronne wzmocniono od 5 do 7 karabinów maszynowych. Rozmieszczone zostały w następujący sposób: dwa w dziobie, jeden na grzbiecie, dwa pod kadłubem, dwa na burtach kadłuba, jeden w ogonie samolotu. Powstało 156 samolotów w wariancie P-4. Królestwo Węgier złożyło zamówienie na wariant He 111P-6 (Wk Nr 3109-3128) z silnikami DB 601N (1175 KM). Zostały one jednak przejęte przez Luftwaffe i służyły do holowania szybowców z powodu mocniejszych silników. W 1942 roku oddano 10 sztuk dla lotnictwa węgierskiego.

### He 111H

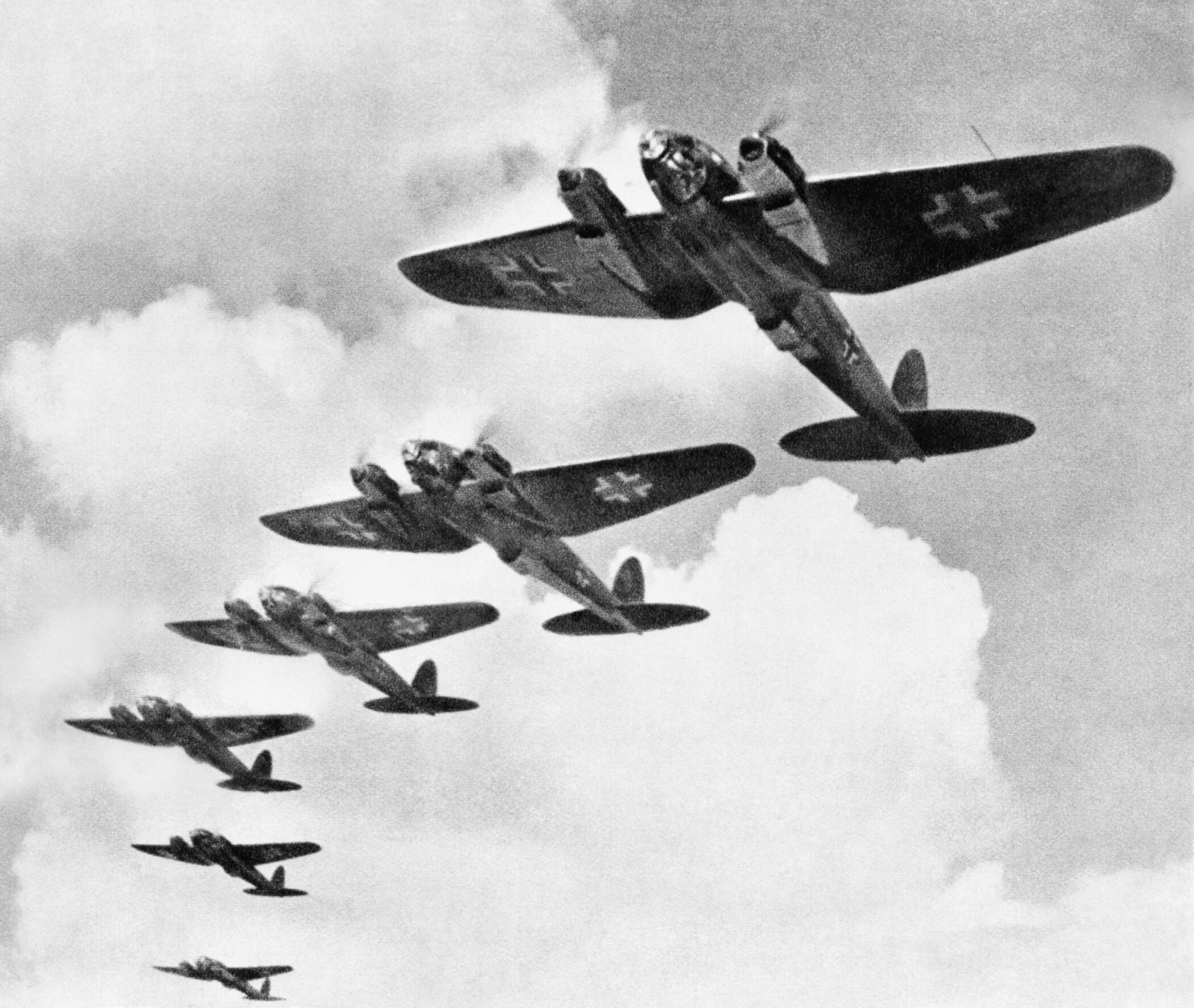
Grupa samolotów Heinkel He 111 nad Londynem podczas bitwy o Anglię

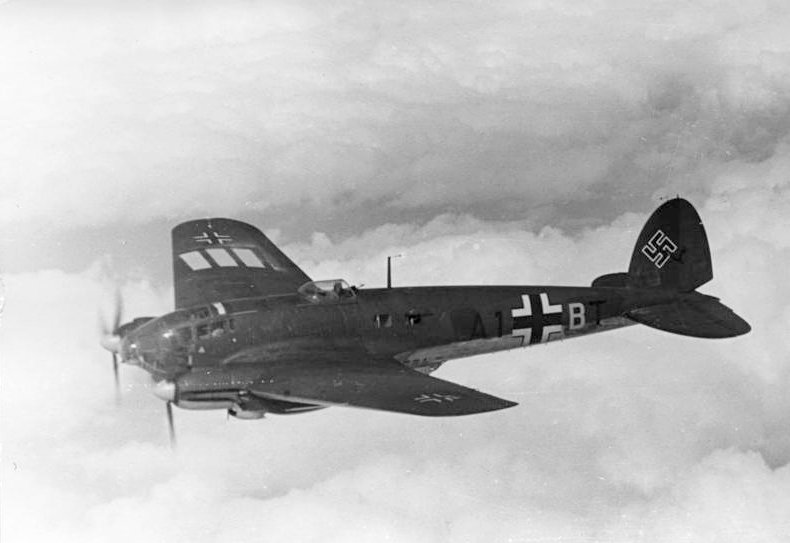
Heinkel He 111H z KG 53

Zasadniczą wersją bombowca stała się He 111H, łącząca płatowiec wersji P-2 z silnikami Junkers Jumo 211, które w przeciwieństwie do silników Daimler-Benz nie były potrzebne dla myśliwców. Były cięższe od DB 601, ale równie mocne, poza tym zwiększona masa jednostek napędowych w maszynie dwusilnikowej nie była tak ważna, jak w maszynach z jednym silnikiem. Silniki Jumbo posiadały chwyt powietrza z prawej strony.
Wersji przed seryjnej oznaczona He 111H-0 została zbudowana do maja 1939 roku. Pierwsza wersja seryjna He 111H-1 weszła do produkcji wiosną 1939 roku. W zakładach Arado wyprodukowano 21 sztuk (Wk Nr 02314-02320, 02415-02428), 20 sztuk w zakładach ATG (Wk Nr 5241-5260) i 95 sztuk w zakładach Heinkla (Wk Nr 5095-5149, 5401-5440). Łącznie powstało 136 sztuk wersji H-1. We wrześniu 1939 roku do produkcji wszedł wariant H-2 z silnikami Jumbo 211A-3 o mocy 1200 KM. Za miesiąc zamontowywano dodatkowe karabiny maszynowe na burtach kadłuba. Zbudowano 502 samoloty w wariancie H-2. Z zakładach AFW wyprodukowano 182 sztuki (Wk Nr 02321-02338, 02429-02438, 02611-02650, 2697-2790, 3137-3156), w zakładach ATG wyprodukowano 140 sztuk (Wk Nr 5261-5399, 5601) i 180 sztuk w zakładach Heinkla w Oranienburgu (Wk Nr 5431-5600, 6799-6818). W listopadzie 1939 roku powstał wariant He111H-3. Był napędzany silnikami Jumo 211D o mocy 1200 KM. Zostało wzmocnione opancerzenie miejsc przebywania załogi samolotu.W tym wariancie wybudowano 504 samoloty. W zakładach Arado wyprodukowano 196 sztuk (Wk Nr 3157-3352, w zakładach ATG wyprodukowano 126 sztuk (Wk Nr 5602-5727) i zakładach Heinkla w Oranienburgu (Wk Nr 6819-7000). Natomiast zakłady Heinkla w Rostoku na zamówienie Królestwa Rumuni stworzyło jeszcze 32 sztuki (Wk nr 3701-3732). Wariant He 111H-4 posiadał modyfikację z zaczepami do ładunku zewnętrznego i 835 litrowym zbiornikiem paliwa w komorze bombowej. W krótkich lotach bojowych zabierano zestaw bomb 4x 250 kg + 1x 1000 kg. Silniki jakie zamontowano to Jumo 211F-1 o mocy 1340KM. Łącznie powstało 150 sztuk tego wariantu.
Większość samolotów Heinkel He 111 użytych po stronie niemieckiej w bitwie o Anglię było maszynami w wersjach He 111H-1, He 111H-2, He 111H-3 i He 111H-4. Od wersji He 111H-3 zaczęto używać silników Junkers Jumo 211D-1 o mocy 1200 KM (883 kW).
Kolejnym wariantem bombowca był He 111H-5 w którym zainstalowano zewnętrzne uchwyty ETC2000 do podwieszenia 2500 kilogramowej bomby lub dwa zaczepy PCV 1006 dla przenoszenia zamiast ładunku bomb dwóch torped LT-F5b o masie 765 kg. Lewa komora bombowa otrzymała możliwość montażu aparatu Rb 20/30 lub Rb 50/30 dla lotów rozpoznawczych również nocą. Wtedy montowano również zewnętrznie bomby oświetlające LC50F w ilości sześciu sztuk. Silniki jakie zastosowano do Jumo 211H. Po wzmocnieniu opancerzenia i zastosowaniu szkła pancernego zastosowano większe opony podwozia o wymiarach 1400x410 mm. Wyprodukowano łącznie 560 samolotów w tym wariancie (Wk Nr 4093-4998, 7001-7279 i 7315-7903) wyłącznie w zakładach Heinkla. Bombowce tego typu były powszechnie używane podczas zmasowanych nalotów na angielskie miasta w zimie na przełomie lat 1940–1941, zrzucając na cele większość ciężkich bomb.
Kolejny wariant He 111H-6 wprowadzona do produkcji w maju 1941 roku stała się najpowszechniej produkowanym samolotem tego typu. Do końca 1942 roku wyprodukowano 1775 sztuk (Wk Nr 4093-4998, 7001-7279 i 7315-7903). Silnik zamontowany to Jumo 211F-1 o mocy 1300KM z śmigłami VDM, później zastąpiony silnikiem Jumo 211F-2 o większej mocy 1340 KM z śmigłami Junkers VS11. Zastosowano indywidualne rury wydechowe do silników oraz większe chłodnice cieczy. Niektóre samoloty miały zamontowany radiowysokościomierz FuG 101. Zasięg z paliwem wewnątrz skrzydeł wynosił 1800 km, a z zbiornikiem w komorze bombowej 2340 km. Maksymalna masa startowa to 14 ton. Pułap samolotu ograniczono do 8500 metrów lub 6500 metrów. Po ukończeniu 500 sztuk samolotów w tym wariancie które posiadały po lewej stronie kadłuba wyrzutnik ETC 2000 i PVC 1006 po prawej domontowano jeszcze dwa zaczepy ETC 2000 więc przy zakładanym przeciążeniu można było podczepić dodatkowo dwie bomby o masie 1800 kg przy wspomaganiu startowemu w postaci przyśpieszaczy rakietowych. W przypadku konieczności przenoszenia torped montowano wyrzutniki PVC 1600. Na zamówienie Królestwa Rumunii wyprodukowano 30 maszyn na licencji w zakładach Fabrica de Avione SET. Uzbrojenie maszyny stanowiło sześć karabinów maszynowych MG 15 i jedno działko MG FF kalibru 20 mm strzelające do przodu. W części ogonowej niektórych maszyn montowano zdalnie sterowany granatnik.
Wariant He 111H-7 miał zostać pozbawiony części wyposażenia i służyć nalotom nocnym. He 111H-8 nosiło 30 samolotów, w których zastosowano urządzenia (rury stalowe z urządzaniem Kuto-Nase z stalową liną 6 mm) do przecinania lin balonów zaporowych zainstalowane na końcach skrzydeł i specjalne kable kierujące liny balonów do przecinaków. Dodatkowa waga 250 kg, która była poza punktem ciężkości wymusiła dodatkowy balast co zmniejszyło ilość ładunku. Urządzenia te charakteryzowały się niską skutecznością, dlatego wkrótce zaniechano produkcji tej wersji przebudowując ocalałe He 111H-8 na holowniki szybowców oznaczone jako He 111H-8/R2.
Następna wersja bombowa samolotu He 111H-10 różniła się nieznacznie od He 111H-6, posiadając dodatkowe działko MG FF pod kadłubem i przecinaki lin balonów zaporowych na końcach skrzydeł.
Wariant He 111H-11 posiadał zmienione uzbrojenie obronne. Górna wieżyczka zamontowany miała karabin MG 131 i szkło pancerne. W stanowisku pod kadłubem zamontowano podwójny MG 81Z. Zrezygnowano z stałego karabinu w ogonie. Boczne karabiny były wymieniane na podwójne MG 81Z. Pozostawione urządzenia Kuto-Nase. Zmieniono tablicę urządzeń pilota na bardziej ergonomiczną i zmieniono przeszklenie dzioba w celu zmniejszenia refleksji światła. Zastosowano wyrzutnik zewnętrzny PVC z 20 zaczepami do podwieszenia bomb: 5x 250 kg, lub 3 x 1000 kg. W komorze wewnętrznej pozostawiono możliwość montażu dodatkowych zbiorników paliwa. Od listopada 1942 do lata 1943 roku wyprodukowano 480 sztuk tej wersji (Wk Nr 7955-8155, 8356-8455 i 110012-110439).
Wariant He 111H-12 powstał na bazie poprzednika w ilości 37 sztuk. Dostosowano go do używania bomb Henschel HS 293 w ilości dwóch sztuk. W celu sterownia bombami łączono je radiowo z nadajnikiem FuG 203b Kehl III. Zdemontowana została wieżyczka, strzelca pod kadłubem. Samoloty w tym wariancie wykorzystywano głownie do lotów treningowych. W 1945 roku przy ich pomocy zaatakowano mosty na Odrze.
W celu oznaczenia kolejnego wariantu zastosowano numer He 111H-14 pomijając numer 13. Powstało 50 samolotów w tej wersji (Wk Nr 7906-7954), która była odpowiednikiem wariantu H-10 z zmienionym wyposażeniem. Ułatwiało ono nawigację i wymusiło zamontowanie dodatkowych anten. Maszyny te w nocnych nalotach oznaczały cele dla pozostałych samolotów.
Wariant He 111H-15 (na bazie He 111H-12) został przystosowany do używania bomb Blohm und Voss BV 246. Niska skuteczność tych pocisków sprawiła, że samoloty zostały przebudowane na holowniki szybowców.
He 111H-16 zbudowany został na podstawie H-11 z zdemontowanym uzbrojeniem na przodzie samolotu. W górnej wieżyczce zamieszono elektrycznie napędzany MG 131 z możliwością ostrzału dookoła. Zmniejszono masę samolotu poprzez demontaż części opancerzenia. Od 1942 roku do końca 1943 roku wyprodukowano 1155 sztuk tego wariantu (Wk Nr 8156-8355 i 8456-8556). Następne oznaczenie He 111H-17 zostało przeznaczone dla wszystkich wcześniejszych samolotów z dwusterem, a H-19 dla dwusterów z wersji H-16. Na bazie wariantu H-16 stworzono He 111H-18 który posiadał dodatkowe urządzenia nawigacyjne.
He 111H-20 był ostatnim podstawowym wariantem tego samolotu. Instalowano w nich silniki Jumo 211F-2, które docelowo miały zostać wymienione na Jumo 213E-1 o mocy 1750KM. Do obrony używano wukaemów MG 131 zamontowanych w dziobie, gondoli pod kadłubem i wieżyczce na grzbiecie. Na burtach zamontowano MG 81Z. Od grudnia 1943 roku do września 1944 roku zbudowano 770 sztuk, które otrzymały oznaczenia fabryczne sześciocyfrowe.
Wariant He 111H-21 został stworzony z przebudowy 22 sztuk H-6. Zamontowano w nich silniki Jumo 211F-2 z turbosprężarką Heinkel-Hirth 9-2281. Prędkość samolotu wynosiła 480 km/h na 7000 metrów oraz pułap taktyczny wzrósł na 10 000 metrów. Wariant He 111H-22 posiadał możliwość używania bomb latających Fieseler Fi 103A na zaczepie PVC 1006. W celu dalszej redukcji masy samolotu zdemontowano kolejne wukaemy do ilości trzech na pokładzie. Dostosowanych zostało do tego wariantu 96 samolotów z 115 zamówionych. Wariant He 111H-23 był samolotem transportowym na bazie H-20 w celu szybkiego przerzutu grup dywersyjnych. Zabierano na pokład 8 skoczków spadochronowych oraz dwa zasobniki o masie 800 kg każdy.
Produkcja samolotu w wersji He 111H została zakończona na ilości 5898 sztuk w wszystkich wariantach na 7659 sztuk wszystkich He 111 wyprodukowanych w III Rzeszy. Ze względu na rok wojny wyprodukowano:
- 1939 rok - 1252 sztuk
- 1940 rok - 756 sztuk
- 1941 rok - 950 sztuk
- 1942 rok - 1337 sztuk
- 1943 rok - 1405 sztuk
- 1944 rok - 756 sztuk

### He 111R
W tej wersji planowane było domontowanie do silników turbosprężarek. W 1941 roku udało się testować ten układ na samolocie o rejestracji D-APZD z silnikiem DB 601U, a w 1942 roku drugi z silnikiem Jumo 211F. Ostatecznie testowano z tym rozwiązaniem silnik DB 603U i Jumo 213. Z powodu problemów frontowych program został zamknięty.

### He 111Z

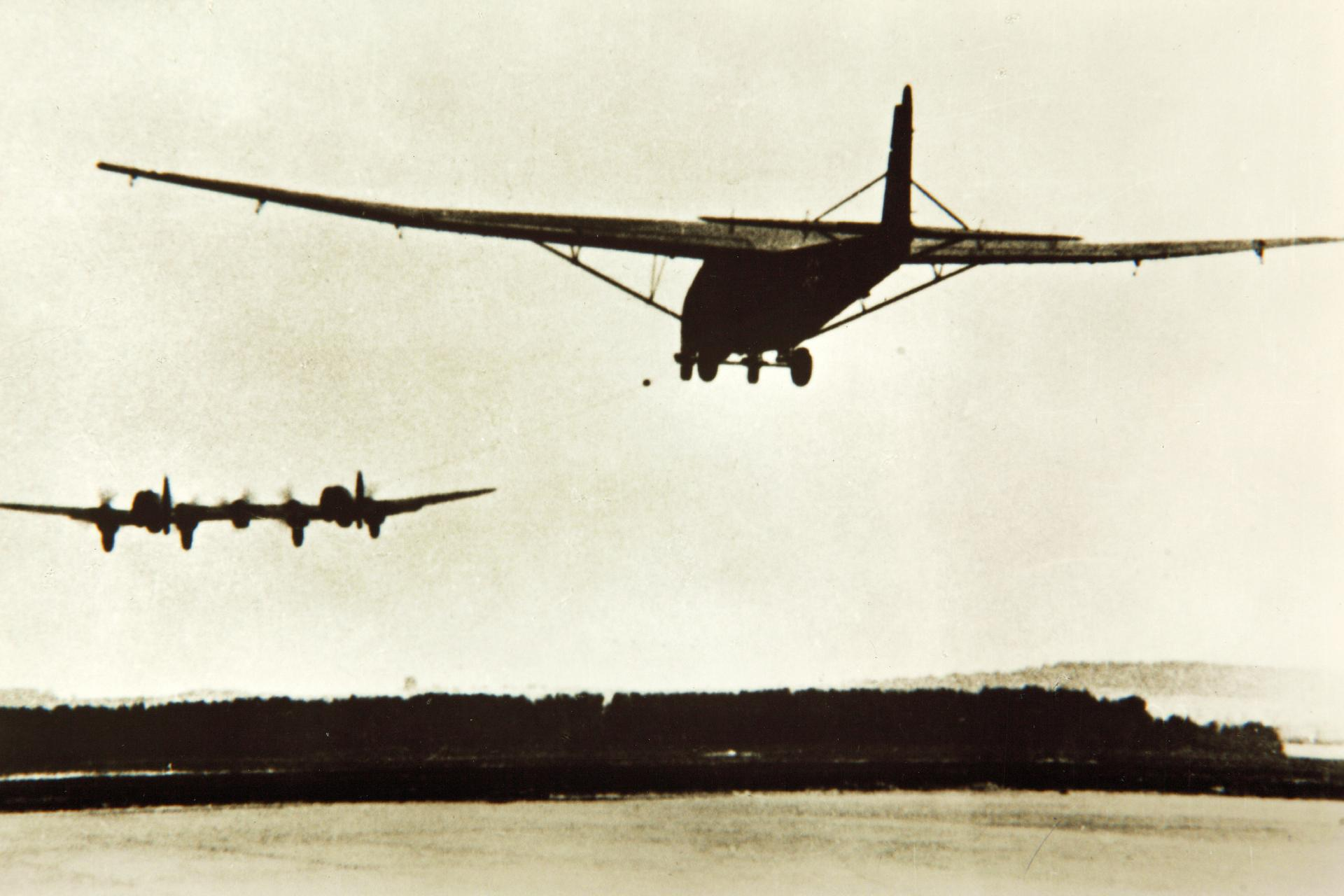
He 111Z holujący szybowiec Me 321

He 111Z Zwilling (niem. bliźniak), który został zbudowany z maszyn He 111 połączonych wspólnym centropłatem na którym umieszczono dodatkowy piąty silnik. Samolot został opracowany przez inżyniera Tileniusa. Maszyna ta była przeznaczona do holowania najcięższego niemieckiego szybowca transportowego Messerschmitt Me 321 Gigant lub trzech szybowców Gotha Go 242. Wersja wdrożona do produkcji nosiła oznaczenie He 111Z-1 i była zdolna do holowania szybowców z prędkością 225 km/h na pułapie do 4000 metrów. Rozpiętość skrzydeł nowej maszyny wynosiła 35,5 metra. Łącznie zbudowano 10 maszyn tego typu i wszystkie zostały ostatecznie zniszczone. Pilotowana maszyna była przez pilota z lewego kadłuba, natomiast prawa strona umożliwiała tylko sterowanie w sytuacji awaryjnej. Pozbawiona została zbędnych przyrządów.
Na podstawie Zwillinga zbudowano samolot He 111Z-2 przystosowany do przenoszenia 4 pocisków rakietowych Henschel Hs 293, ale maszyna ta nie została użyta bojowo.
Kolejną wersją maszyny miał być samolot rozpoznawczy dalekiego zasięgu He 111Z-3 z siedmioosobową załogą ulokowaną w obu kadłubach.

## Czasy przedwojenne
W 1936 roku rozpoczęto produkcję seryjną bombowców He 111. W zimie na przełomie roków zakończono przezbrajać Dywizjon I z KG 154. Początkiem 1937 roku samoloty otrzymały również Dywizjon II z KG 157 i II z KG 254. Samoloty He 111 otrzymał również pułk instruktorski Lehrgeschwander "Greiswald. Jego zadaniem było doskonalenie taktyk bojowych. W 1938 roku samoloty otrzymały trzy dywizjony z pułku KG 355 oraz z KG 253 "General Waver". 19 września 1938 roku na wyposażeniu Luftwaffe znajdowało się już 1235 samolotów. Przełom kolejnego roku przyniósł przezbrojenie dywizjonów I i IV z KG 152.
W maju 1939 roku zmieniono oznaczenia jednostek Luftwaffe. Jednostki wyposażone w samoloty He 111 oznaczono: II Dywizjon KG 1, pułk KG 4, pułk KG 26, II Dywizjon KG 27, pułk KG 27, pułk KG 51, pułk KG 53, pułk KG 54, pułk KG 55.

### Legion Condor
W marcu 1937 roku wysłano cztery samoloty He 111. Przechodziły testy bojowe wraz z konkurencyjnymi Do 17E i Ju 86. Zostały ocenione wyżej od dwóch rywali co spowodowało przezbrojenie całego dywizjonu Kampfgruppe 88. 17 grudnia 1937 roku doszło do przechwycenia przez Republikę Francuską jednego z samolotów, po awaryjnym lądowaniu na jej terytorium. Samolot został oddany do ZSRR. Łącznie do Hiszpanii wysłanych zostało 94 samoloty He 111 z czego utracono w boju 21 maszyn, a 16 w wypadkach lotniczych. 1 kwietnia 1939 roku przekazano 25 sztuk He 111B i 33 sztuki He 111E dla lotnictwa Hiszpanii. Zasiliły one 14. i 15. pułk lotnictwa bombowego. W dalszych latach otrzymano jeszcze trzy He 111J i cztery He 111H.

### CASA 2.111
Po wojnie domowej w Hiszpanii rozpoczęto produkcję bombowców Heinkla. Licencja została zakupiona we wrześniu 1941 roku. W planach była budowa 200 sztuk tych samolotów. Na licencji miały powstać również Jumo 211. Przez pogarszającą się w ramach wojny gospodarka III Rzeszy stawała się niewydolna, więc niemożliwe stało się przekazywanie odpowiednich komponentów. Pierwszy samolot licencyjny wystartował dopiero w 1945 roku, a silników Jumo 211 zdołano złożyć tylko dla dziewięciu samolotów. Dopiero po 1949 roku udało się nabyć od Francji silniki Jumo 211F. Zamontowane silniki pozwoliły wyposażyć samoloty, które oznaczono CASA 2.111B. Oznaczono też wersję rozpoznawczą CASA 2.111C i transportową CASA 2.111E. Maszyny te zostały wycofane w 1958 roku z silnikami Jumo 211, a z brytyjskimi silnikami Merlin 500-29 wycofano w 1975 roku. 

## Wykorzystanie bojowe samolotów He 111

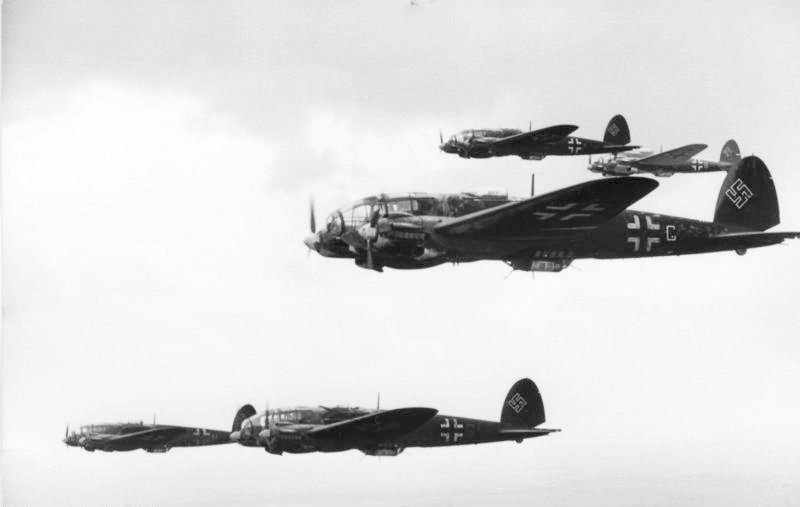
Formacja Heinkli He 111H, ok. 1940 roku

He 111 zaczął być wycofywany ze służby na froncie od 1942 roku, ale ze względu na kłopoty z silnikami mającego go zastąpić kolejnego samolotu Heinkla He 177 Greif pozostał w produkcji aż do 1944 roku. W maju 1944 wyprodukowano jeszcze 100 egzemplarzy tego bombowca.
Heinkel He 111 okazał się maszyną wytrzymałą o doskonałych parametrach na początku wojny, ale z biegiem czasu ustępującą osiągami nowocześniejszym konstrukcjom. Jako przykład wytrzymałości Heinkla He 111 można przedstawić nieoficjalnego rekordzistę, który z lotu bojowego podczas bitwy o Anglię wrócił do bazy na jednym silniku z 279 przestrzelinami. Podczas badań w ZSRR stwierdzono prosty pilotaż samolotu, wysoką stateczność i dobre warunki pracy załogi. Konstrukcja była technologiczna, przystosowana do masowej produkcji i łatwego naprawiania.

## Inni użytkownicy
Jeden samolot He 111B-1, zdobyty w grudniu 1937 roku przez republikanów w Hiszpanii, został przebadany w locie przez Francuzów, a następnie w maju 1938 roku przetransportowany do ZSRR, gdzie poddano go drobiazgowym testom. Jego przednie stanowisko strzeleckie firmy Ikaria zostało następnie skopiowane i zastosowane w radzieckich bombowcach Ił-4 i Ar-2. Również inne podzespoły posłużyły za wzór dla własnych rozwiązań.

## Powojenne losy He 111

Silnik DB 600 eksponowany w MLP w Krakowie

Do dnia dzisiejszego przetrwało tylko kilka bombowców He 111. Większość z nich to maszyny budowane na licencji w Hiszpanii jako CASA 2.111, które służyły w lotnictwie hiszpańskim do 1965 roku.
W filmie Bitwa o Anglię (Battle of Britain) z 1968 roku wzięły udział 32 samoloty 2.111D.
Ostatnim zdolnym do lotu He 111 był hiszpański CASA 2.111D odkupiony przez Brytyjczyków w 1977 roku, który jednak uległ katastrofie podczas lądowania 10 czerwca 2003 roku.

## Konstrukcja
Kadłub miał opływowy kształt cygara, o przekroju owalnym, konstrukcji półskorupowej, całkowicie metalowej. We wczesnych wersjach kabina bombardiera–nawigatora znajdowała się w demontowanym wydłużonym nosie kadłuba; z niej było przejście z drzwiami do kabiny pilota, w której zajmował miejsce po lewej pilot, a po prawej mechanik pokładowy. W zasadniczych wersjach (P i H) bombardier-nawigator zajmował miejsce po prawej stronie we wspólnej przeszklonej kabinie z pilotem, a w celu prowadzenia ognia przemieszczał się do przodu. Dla zapewnienia pilotowi lepszej widoczności, przednie stanowisko strzeleckie z bojowym leżącym stanowiskiem bombardiera było przesunięte w prawo, przez co nos samolotu nie był symetryczny. W razie konieczności, fotel pilota mógł być podniesiony do góry i pilot wówczas wystawiał głowę przez luk w suficie, nakrywany małą przeszkloną owiewką, służący także jako luk awaryjny. Za kabiną pilota mieściła się komora bombowa z pionowymi kasetami wzdłuż burt i przejściem przez środek. Dalej mieścił się przedział strzelców, ze stanowiskami strzelca górnego i radiotelegrafisty, obsługującego dolne stanowisko strzeleckie. Pierwsze wersje miały na dole chowaną wieżyczkę, zastąpioną następnie przez stałą gondolę. Załoga zajmowała miejsca przez dolny luk w kabinie strzelców. Za przedziałem strzelców było przejście do ogonowej części kadłuba, nie wykorzystywanej.
Uzbrojenie obronne pierwszych wersji obejmowało trzy karabiny maszynowe kalibru 7,9 mm MG 15, zasilane z magazynków 75-nabojowych: w stanowisku w nosie kadłuba, stanowisku górnym z niewielkim wiatrochronem (strzelający do tyłu i na boki) i dolnej wysuwanej wieżyczce, strzelającej do tyłu. Od wersji B-2 stosowane było stanowisko przednie Ikaria GD-A 1114, w którym karabin maszynowy zamontowany był w kulowym jarzmie niecentrycznie w obrotowej przezroczystej półsferze, z kątem ostrzału 25–30°. W wersjach P i H stanowisko górne otrzymało przeszkloną długą owiewkę otwartą z tyłu, odsuwaną do przodu dla zwiększenia pola ostrzału. Zamiast niepraktycznej, przewiewnej i wywołującej duży opór dolnej wieżyczki zastosowano w nich stałą gondolę z karabinem maszynowym strzelającym do tyłu. Podczas II wojny światowej instalowano dodatkowe karabiny maszynowe, a także zwiększano kaliber uzbrojenia strzeleckiego. Dodawano do czterech karabinów maszynowych MG 15: w oknach bocznych pośrodku kadłuba (obsługiwane przez piątego członka załogi), z przodu gondoli podkadłubowej, czasem drugi w nosie kadłuba nad stanowiskiem Ikaria. Czasem zastępowano nosowy karabin maszynowy przez działko 20 mm MG FF. W wersji P-6 zastosowano podwójnie sprzężone km-y MG 81Z w stanowisku górnym i podkadłubowym. Od tej wersji też górne stanowisko było całkowicie zakrywane. W późnych wersjach jak H-16 w przednim stanowisku było działko MG FF kalibru 20 mm, zasilane z magazynków 30-nabojowych (zapas 360 nabojów), w górnym stanowisku km 13 mm MG 131B2, w dolnym stanowisku podwójnie sprzężony km 7,9 mm MG 81Z, a nadto dwa pojedyncze km-y 7,9 mm MG 81 w bocznych oknach przedziału strzelców.
W komorze bombowej znajdowały się typowo dwie kasety ESAC 250 (później ESAC 250/IX) po jednej pod każdą z burt, mieszczące po cztery pionowe klatkowe wyrzutniki dla bomb. Zawieszano w nich bomby o wagomiarze 100 kg lub 250 kg, pionowo, ogonem w dół. Pierwsze wersje (B) miały udźwig bomb 1500 kg, od wersji E zwiększono go do 2000 kg (8×250 kg). W razie stosowania mniejszych bomb, w klatkach wyrzutników stosowano mostki z zamkami umożliwiające przenoszenie czterech bomb w każdej. Drzwi komór bombowych były indywidualne pod każdą klatką wyrzutnika, dwudzielne, otwierane cięgnami ze stanowiska bombardiera lub awaryjnie pod ciężarem bomby. W wersjach E-4 i E-5 jako pierwszych wprowadzono dwie zewnętrzne belki PVC 1006 do podwieszania bomb wagomiaru do 1000 kg, montowane pod centropłatem (wykluczały one podwieszanie bomb w komorze bombowej). Od wersji P-4 można było stosować belkę ETC 2000 dla bomb o masie do 2500 kg. Zewnętrzne podwieszenia zmniejszały jednak prędkość o 35–50 km/h. W późnych wersjach udźwig dochodził do 2500 kg i na wyrzutnikach zewnętrznych można było przenosić bombę o masie 1000 kg lub 2500 kg lub dwie torpedy LT F5b. W późniejszych wersjach (H-16) stosowano pod centropłatem dwa zamki ETC dla bomb o masie 1000 kg.